# Friesland: Mörderische Gezeiten
Mörderische Gezeiten ist ein deutscher Fernsehfilm von Dominic Müller aus dem Jahr 2014. Es handelt sich um die erste Folge der Fernsehreihe Friesland.

## Handlung
Im ostfriesischen Leer leisten die beiden jungen Polizisten Jens Jensen und Süher Özlügül ihren Streifendienst auf dem Land. Als die junge Hausfrau Elfie Berger erhängt in ihrer Wohnung aufgefunden wird, soll dies als Selbstmord eingestuft werden. Daran zweifelnd, sehen sich die beiden Oberkommissare verpflichtet, die Wahrheit herauszufinden. Dabei erhalten sie Unterstützung von der Apothekerin Insa Scherzinger. Diese betätigt sich gern als Hobbyforensikerin, da sie schließlich drei Semester ihres Studiums dafür verwendet habe. Ihre inoffizielle Leichenschau schließt einen Selbstmord eindeutig aus, da postmortale Hämatome zu finden sind.
Jensen möchte den Mord dem  regionalen Frauenmörder Tjalv Riefenberg zuordnen, der seit kurzem auf freien Fuß ist. Özlügül dagegen will der vermuteten Prostitution des Opfers nachgehen. Als sie deswegen mit ihrem Dienststellenleiter Hinnerk Goosen reden wollen, erfahren sie, dass dieser gerade erschossen aufgefunden wurde. Daraufhin kommt der raubeinige Kriminalhauptkommissar Jan Brockhorst aus Wilhelmshaven nach Leer, um die Mordermittlungen aufzunehmen. Die Eigenmächtigkeiten der beiden Streifenpolizisten sind Brockhorst extrem zuwider, doch lassen sich Jensen und Özlügül nicht davon abhalten, sich weiter einzumischen. Da bekannt wird, dass es Jensens Vorbild und väterlicher Freund Goosen mit den Dienstvorschriften nicht so genau nahm, erkundigen sich Jensen und Özlügül bei den Bürgern, von denen ihr Chef Bestechungsgelder oder Dienstleistungen bekommen hatte. So ging Goosen regelmäßig mittwochs zu einem Mitglied einer Gruppe von  Hobbyprostituierten, zu der auch die ermordete Elfie gehörte. Da ihr Mann Mattes nichts davon wusste, scheidet ein Mord aus Eifersucht aus. Jensen und Özlügül finden Elfies Laptop mit einem Verzeichnis ihrer Kunden. Diese Datei wäre ihrer Meinung nach Grund für den Mord. Doch als sie erfahren, dass Mattes entgegen seiner Behauptung doch von den Aktivitäten seiner Frau erfahren hatte, sind sie davon überzeugt, dass er tatsächlich seine Frau getötet hat. Mattes wird verhaftet und Brockhorst ist sich sicher, dass ein Geständnis nicht lange auf sich warten lassen wird.
Bei der Suche nach dem Mörder ihres Chefs stoßen Jensen und Özlügül auf einen Windpark, der vor der Küste Frieslands errichtet werden soll und von dem sowohl Elfie als auch Goosen Anteile in fünfstelliger Höhe besaßen. Goosen vermacht seine Anteile Jensen, zusammen mit einer Studie über den Windpark. Nach deren Lektüre nehmen die beiden Polizisten das Projekt näher unter die Lupe und erkennen einen von Windparkplaner Edzard Winter eingefädelten Betrug. Dieser wollte mit den eingesammelten Anlegergeldern verschwinden und räumte Elfie und Goosen aus dem Weg, als sie anfingen, ihn zu erpressen.

## Rezeption

### Einschaltquoten
Die Erstausstrahlung am 3. Mai 2014 erreichte 6,47 Millionen Zuschauer, was einem Marktanteil von 21,6 Prozent entspricht. Von den 14- bis 49-jährigen Zuschauern schalteten 11,9 % ein.

### Kritiken
Rainer Tittelbach von tittelbach.tv meinten zu dieser Folge, sie „macht Lust auf mehr. Anders als viele der (frühen) Münster-‚Tatorte‘ tragen die Figuren die Karikatur nicht vor sich her.“ „Das ZDF tut gut daran, sich nicht auf das Baukastenformat des ARD-Vorabendlabels ‚Heiter bis tödlich‘ zu verlassen, sondern Charaktere und ein Konzept zu entwickeln, mit dem längerfristig mehr zu erzählen ist als tümelnder Regionalismus, den man notdürftig hinter Krimi-Schablonen versteckt. ‚Friesland‘ lebt von seinen Typen, die im besten Sinne ausgedacht sind: eine Kriminalkomödie muss mindestens so weitsichtig konzipiert sein wie eine ernsthafte Krimi-Reihe, um die unterschiedlichen Tonlagen stimmig zu verbinden.“
Bei der FAZ kommentierte Ursula Scheer und fand, dass der Krimi „nicht spannender und lustiger, sondern immer öder [wurde]. Florian Lukas und Sophie Dal spielen tapfer – er guckt treudoof, sie mal streng, mal lieb –, die Dialoge sind erbärmlich, wer der Mörder war, ist einem längst schnuppe, stattdessen beginnt man nachzusinnen, ob das jetzt etwas besser oder sogar schlechter ist als ‚Wilsberg‘. Dann ist es vorbei. Schade. Lustige Provinzkrimis können funktionieren, das zeigen die Monreal-Storys im Ersten. Aber diesen Versuch hier, den hat das Zweite gründlich ins Watt gesetzt.“
Sidney Schering bei Quotenmeter.de schrieb: „Angesichts des primetimetauglichen, für Schmunzelkrimis ungewöhnlich dunkel-realistischenen Looks und des publikumsträchtigen Sendeplatzes sollte «Friesland» bereits zum Start eine ansehnliche Reichweite generieren können. Die Qualität der Premiere macht obendrein Hoffnungen auf solide Werte, sobald neue Fälle über die Mattscheiben flimmern – denn diese Reihe hat das Zeug dazu, selbst die Schmunzelkrimi-Muffel unter den Krimi-Freunden dauerhaft anzusprechen.“

## Running Gag
Als Running Gag ist in einer Hafen- oder Wasserszene jeder Folge, meist in einer Dialogpause, dasselbe kurze Delfingeräusch off camera im Hintergrund hörbar. In Mörderische Gezeiten erklingt es nach 1:17:31 Minuten.